# Amane Ibañez
Amane Ibañez Goikoetxea (Munguía, Vizcaya, 11 de agosto de 1989) es una actriz, periodista y presentadora de televisión vasca.
Debutó como estrella infantil a los doce años de edad en el programa Betizu de ETB1, siendo una de los varios artistas de Betizu (una exBetizu).

## Biografía
Comenzó en televisión con tan sólo 11 años de edad en un programa de canto de ETB 1. Con 12-13 años se presentó al programa Betimu de Betizu y después al programa Betizu. Fue seleccionada junto con otros integrantes como Jon Urbieta, Elene Arandia o Telmo Idígoras. En el año 2005, fue una de las protagonistas de la película infantil BT ispiluen jauregian (BT en el palacio de los espejos), dirigida por Alberto J. Gorritiberea, junto a Telmo Idígoras, Elene Arandia y Saida Rouane. También en el año 2005 le puso voz a un personaje en la película de animación Olentzero y el tronco mágico.
Del año 2004 en adelante fue integrante del grupo de música Betizu Taldea, junto con Zuriñe Hidalgo, Telmo Idígoras, Elene Arandia y Saida Rouane. Con Betizu Taldea sacó 2 discos y estuvo un año entero de gira dando conciertos por el País Vasco, Navarra y el País Vasco francés.
Entre los años 2007 y 2008 participó en la serie Pilotari de ETB1 en el papel de Itziar Gortari. Después participó en la serie Goenkale. Además de eso fue parte del elenco de la película Go!azen en 2008 y de la serie Go!azen en los años 2009-2010 en el papel de Ane.
Estudió en la Ikastola Larramendi de Munguía. Después se graduó en comunicación audiovisual en la Universidad de Navarra (2007-2011). Entre 2012 y 2014 fue presentadora deportiva en el programa Gaur Egun Kirolak de ETB1. También fue presentadora de distintos programas deportivos en ETB1 y en programas radiofónicos de Euskadi Irratia (2013-2014).
Durante los años 2014-2015 fue reportera del programa Euskal Herria Zuzenean de ETB1 presentado por Xabier Euzkitze y colaboradora de tertulias deportivas en el canal Hamaika Telebista. Desde el año 2015 es redactora de los servicios informativos de ETB, además de hacer conexiones en directo y labores de presentadora de los informativos. También colabora en el programa radiofónico Egun on Euskadi.

## Vida privada
Es hija de Jose Ignacio Ibañez Lopategui, alcalde de Munguía entre 1994 y 1999. Está casada y tiene dos hijos.

## Discografía
- 2004, Bizi Bizi (con Betizu Taldea)
- 2005, Gazteok (con Betizu Taldea)[4]

## Filmografía

### Televisión
- 2002, Betimu (dentro de Betizu)
- 2003, Betizu
- 2007-2008, Pelotari, ETB1 (como Itziar Gortari)
- 2009-2010, Go!azen, ETB1 (como Ane)
- 2022, Biba Zuek, ETB1 (invitada/entrevistada)[1]

### Cine
- 2005, BT ispiluen jauregian, dir. Alberto J. Gorritiberea
- 2005, Olentzero y el tronco mágico
- 2008, Go!azen, dir. Jabi Elortegi y Aitor Aranguren

## Periodismo

### Programas de televisión
- 2012-2014, Gaur Egun Kirolak, ETB1
- 2014-2015, Euskal Herria Zuzenean, ETB1
- 2020, Gaur Egun, ETB1

### Radio
- 2013-2014, Euskadi Irratia
- 2014-, Egun on Euskadi, Euskadi Irratia